# あまガミ
『あまガミ』は竹下けんじろうによる日本の漫画作品。『コミックマーブル』（竹書房刊）第2号から連載されたが、掲載誌の休刊により中断している。2013年2月現在、竹書房の『グラマン撃!』にて再連載中（コミックマーブル掲載分の再掲載）。単行本は2巻まで刊行中。

## あらすじ
この漫画の舞台・八百万市ではすべての学校の屋上に、子供の願いに応えて降臨するという神様の天神（あまがみ）が祀られている。八百万市の八束高校に入学した神楽独士は、幼い頃から転校を繰り返しているうちに、自然に人と距離を置くようになっていたが、心の奥のどこかで友達が欲しいと願っており、その願いに応えて八束高校の天神の天（あまね）が降臨した。

## 登場人物
天神 天（あまがみ あまね）
八束高校の天神。独士の願いに応え、降臨した。
天真爛漫で恥じらいが無い。無類のおっぱゐ好き。風と雷を操り、人の心を読むことができる。
牛乳を飲むと鼻血が出るほど力がみなぎってくる。
神楽 独士（かぐら ひとし）
八束高校1年。考古学者の父を持つ。
キャンピングカーで移動しながらの生活をしており、半年と同じ学校に通ったことが無い。それでも出会った友達を大切に思い続けていたが、その気持ちが一方通行であったことを知り、以降人と関わり合いを持とうとしなかった。が、心の底で孤独と寂しさを感じ、その気持ちに応え天神様が降臨した。
鈿女 縁（うずめ ゆかり）
八束高校1年。旧姓(母親の再婚による改姓)：梅林。
独士とは三登小学校の時に一緒だった時期があり、男子に苛められていたところを助けてもらったことがある。その事はずっと忘れていなかったが、肝心の独士の方は忘れていた（というよりも苗字が違うため気がつかなかった）。
素直で優しい性格。巨乳ゆえに、天に揉まれること多し。
独士のことを「カグちゃん」と呼んでいる。
三須 明日美（みす あすみ）
八束高校3年。天と独士、縁が入部した生物（いきもの）部の部長。
縁以上の巨乳（天いわく「悪いおっぱゐ」）の持ち主。
天神 旋（あまがみ めぐる）
不良校・荒吐高校の天神。蛇神を操ることができる。
胸が小さく、天に「揉み甲斐の無いおっぱゐ」と百十三年二ヶ月二十四日前に言われて以来、ずっと根に持っている。

## 単行本
竹書房バンブーコミックス
1. 2009年3月16日初版発行 ISBN 978-4-8124-7051-0
2. 2009年10月10日初版発行 ISBN 978-4-8124-7160-9